# Stara Gora (gmina Nova Gorica)
Stara Gora – wieś w Słowenii, w gminie miejskiej Nova Gorica. W 2018 roku liczyła 208 mieszkańców. 